# Setodes papuanus
Setodes papuanus là một loài Trichoptera trong họ Leptoceridae. Chúng phân bố ở miền Australasia.